# Sankt Görans kyrka, Mesta
Sankt Görans kyrka (bulgariska: Църквата Свети Георги; translitteration: Tsŭrkvata Sveti Georgi) är en bulgarisk-ortodox kyrkobyggnad belägen i byn Mesta, i regionen Blagoevgrad, i sydvästra Bulgarien.
Kyrkan är helgad åt den romerske martyren, soldaten och helgonet Sankt Göran och tillhör Nevrekops stift.

## Historik
Byggandet av kyrkan slutfördes år 2008.

## Inventarier
Freskerna är tillverkade av Ivan Valkanov och Vasko Vassilev.